# Tripoli (Grecia)
Tripoli (in greco Τρίπολη?, in passato Τριπολιτσά, Tripolitsá, e in italiano Tripolizza.) è un comune della Grecia situato nella periferia del Peloponneso (unità periferica dell'Arcadia) con 48.568 abitanti secondo i dati del censimento 2001.

## Geografia fisica
A seguito della riforma amministrativa detta piano Kallikratis, in vigore dal gennaio 2011 e che ha abolito le prefetture e accorpato numerosi comuni, la superficie del comune è ora di 1.476 km² e la popolazione è passata da 28.976 a 48.568 abitanti.

## Monumenti
- Cattedrale di San Basilio, inaugurata nel 1884, sede della metropolia di Mantinea e Kynouria per la chiesa ortodossa greca.

## Amministrazione

### Gemellaggi
- Galatone
- Peine

## Sport
La principale squadra di calcio della città è il Asteras Tripolis.